# موراتی
موراتی (به انگلیسی: Muratti_(cigarette_brand)) یک برند سیگار ایجاد شده در بریتانیا/امپراتوری آلمان است؛ که در حال حاضر توسط فیلیپ موریس و بریتیش امریکن توباکو تولید می‌شود. مالک فعلی این برند فیلیپ موریس و بریتیش امریکن توباکو است. این برند در سال ۱۸۲۱ پایه‌گذاری گردید. 
این شرکت در سال 1821 توسط بازیل موراتوغلو تاجر یونانی تنباکو در استانبول تأسیس شد. او در دهه 1880، پس از اینکه امپراتوری عثمانی صنعت تنباکو را در انحصار خود درآورد، شرکت را به اروپای غربی منتقل کرد - در سال 1885 شرکت در برلین/آلمان تأسیس شد و در سال 1887.  در لندن / بریتانیای کبیر.
قوطی سیگار موراتی بعد از ناهار
تا سال 1939، اداره ارتش آلمان کل سایت تولید در خیابان کوپنیکر را تصرف کرد.  موراتی مجبور شد به جاده فرماندهی شماره 20 برود. اما سه سال بعد، نازی‌ها کارخانه را به طور کامل تعطیل کردند و در پایان جنگ، تمام تنباکوی شهر مصرف شد.  برلینی‌ها برای یک بسته «Sondermischung» صف می‌کشیدند، و در بازار سیاه یک نخ سیگار آمریکایی 1000 رایشمارک قیمت داشت.
شرکت انگلیسی در نهایت تحت مدیریت فیلیپ موریس اینترنشنال قرار گرفت.  نام تجاری آلمانی توسط مارتین برینکمن در سال 1960 خریداری شد و اکنون متعلق به British American Tobacco است.
سیگارهای موراتی در سه نوع Rosso، Chiaro و Zaffiro فروخته می‌شوند که همگی در بسته‌بندی pichular بسته‌بندی شده‌اند و دارای مشخصات باریک هستند.
در نوامبر 1991، سیگارهایی که برای بازار ایتالیا "بیش از حد قوی" بودند در ماه‌های آتی ممنوع شدند و تمام مارک‌های سیگار در قیر و نیکوتین کاهش یافت.  یک سیگار فیلتر Muratti Ariston حاوی 14 میلی گرم قطران در آن زمان بود.
در دسامبر 1991، توزیع برندهای Marlboro، Merit و Muratti به دلیل مشکلات سیگارهای تقلبی به مدت یک ماه در ایتالیا متوقف شد.
در فوریه 1992، سومین مالیات در 14 ماه گذشته بر سیگار در ایتالیا اعمال شد و قیمت سیگار را 50 یا 100 لیر افزایش داد.  یک بسته سفیر موراتی در آن زمان 3550 لیره قیمت داشت.
در ژانویه 2016، قیمت سیگار در ایتالیا 20 سنت افزایش یافت و یک بسته موراتی سفیر بلو از 5.20 یورو به 5.40 یورو رسید.